# NGC 2082
NGC 2082 is een balkspiraalstelsel in het sterrenbeeld Goudvis. Het hemelobject werd op 30 november 1834 ontdekt door de Britse astronoom John Herschel.

## Synoniemen
- ESO 86-21
- IRAS 05415-6419
- PGC 17609